# キリン本社ビル
キリン本社ビル（キリンほんしゃビル）は、東京都中央区にかつて存在したキリンホールディングスの本社オフィスビル。

## 概要
設計はKPOキリンプラザ大阪を手掛けた高松伸。同施設で日本建築学会賞作品賞を受賞し、当時のキリンビール社長だった本山英世に気に入られた事もあり、設計を任される事になった。
ガラスのカーテンウォールに覆われたファサードが特徴で、1階～3階、4・5階、6階～9階にそれぞれ吹抜が設けられていた。玄関の自動ドアやドアハンドル、水栓といった金具類は、その多くがこのビルのために特注されたものであった。
グッドデザイン賞を受賞したが、中野セントラルパークサウスにグループ各社の本社機能を移転・集約するのに伴い、2013年、東京建物に土地と建物を売却。その後建物は解体された。なお、跡地に建設されたタワーマンションもグッドデザイン賞を受賞している。

## 竣工当初のフロア構成
- 地下1階・地下2階 - 駐車場
- 1階 - エントランスホール、ラウンジ
- 2階・3階 - 会議室、接客スペース
- 4階 - 事務室、応接室、ラウンジ
- 5階 - 事務室、会議室
- 6階 - 事務室、コミュニケーションスペース
- 7階～9階 - 事務室
- 10階 - 食堂、アスレチックコーナー、屋上庭園
- 11階 - 機械室、屋上庭園

## 受賞歴
- 1995年度グッドデザイン賞
- 第3回ニューオフィスマーク認定[9]